# Volta ao Algarve de 2016
A Volta ao Algarve de 2016 foi a 42ª edição da prova de ciclismo de estrada Volta ao Algarve. É uma prova com coeficiente 2.1 no UCI Europe Tour, e  vai decorreu entre os dias 17 e 21  de Fevereiro de 2016, em Portugal mais concretamente na região do  Algarve
Esta edição voltou a visitar o Alto da Fóia (Monchique) que acolheu a chegada da segunda etapa terminou no Alto do Malhão (Loulé).

## Equipas
Foram convidadas 24 equipas, 12 das quais do circuito UCI World Tour. Cada equipa podia inscrever até 8 ciclistas.
| Equipes WorldTeam (12)- Astana - Cannondale - Etixx-Quick Step - FDJ - IAM Cycling - Katusha - Lotto NL-Jumbo - Lotto-Soudal - Movistar Team - Sky - Tinkoff - Trek-Segafredo Equipes profissionais Continentais (6)- Bora-Argon 18 - Caja Rural-Seguros RGA - Gazprom-RusVelo - Team Novo Nordisk - Team Roth - Verva ActiveJet Equipes Continentais (6)- Efapel - LA Alumínios-Antarte - Louletano-Hospital de Loulé - Rádio Popular-Boavista - Sporting-Tavira - W52-FC Porto |
| |

## Etapas

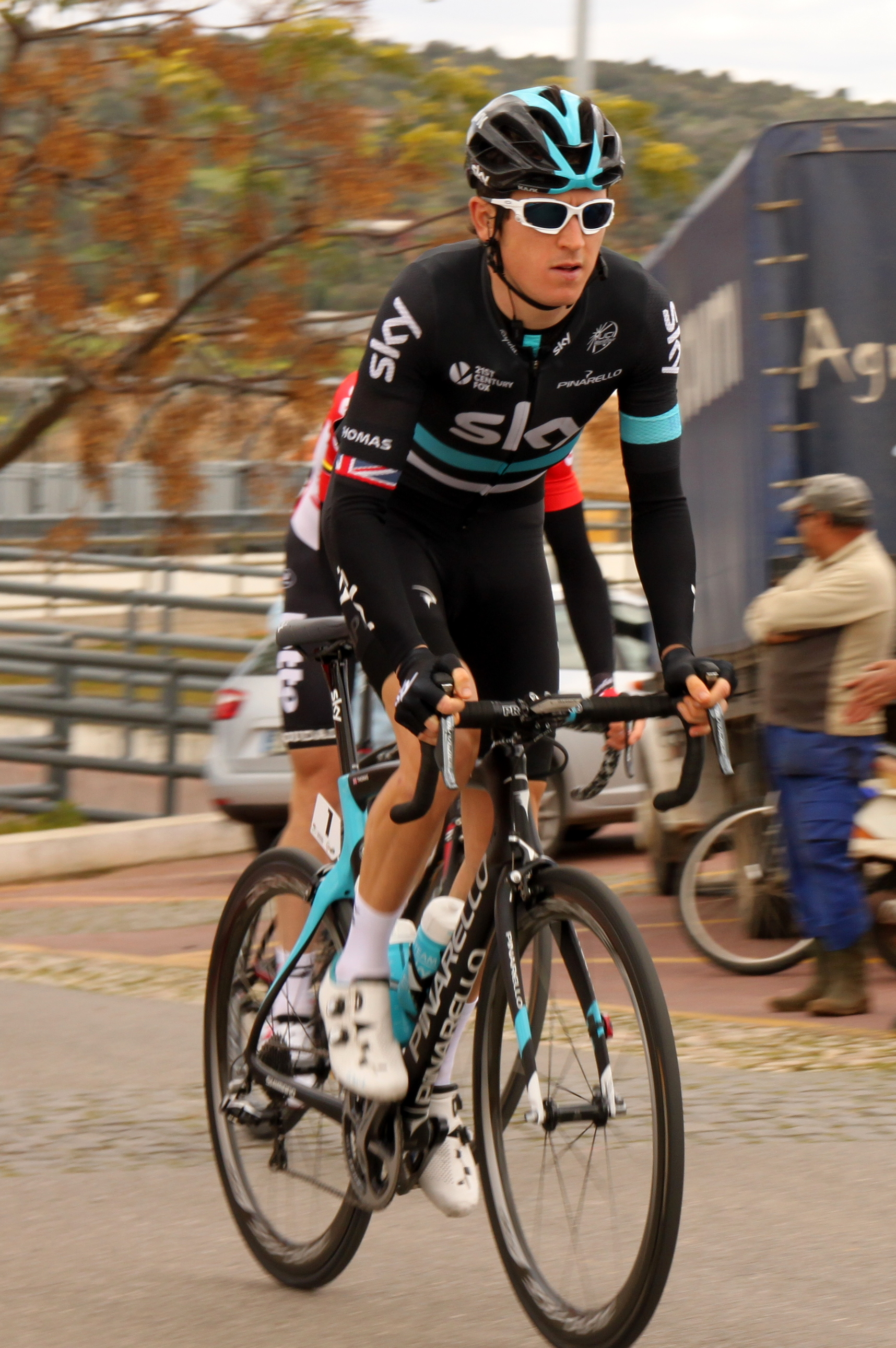
Geraint Thomas na Volta ao Algarve de 2016 em Odeceixe

| Etapa | Data    | Percurso                      | type                      | Distância (km) | Vencedor          | Líder geral       |
| ----- | ------- | ----------------------------- | ------------------------- | -------------- | ----------------- | ----------------- |
| 1     | 17 fev. | Lagos – Albufeira             | etapa plana               | 163,6          | Marcel Kittel     | Marcel Kittel     |
| 2     | 18 fev. | Lagos – Foia                  | média montanha            | 198,6          | Luis León Sánchez | Luis León Sánchez |
| 3     | 19 fev. | Sagres – Sagres               | contrarrelógio individual | 18             | Fabian Cancellara | Tony Martin       |
| 4     | 20 fev. | São Brás de Alportel – Tavira | etapa escarpada           | 194            | Marcel Kittel     | Tony Martin       |
| 5     | 21 fev. | Almodôvar – Alto do Malhão    | média montanha            | 169            | Alberto Contador  | Geraint Thomas    |

## Líderes Classificações
| Etapa | Vencedor da Etapa | Classificação Geral · | Classificação Montanha · | Classificação Juventude · | Classificação Pontos · | Melhor Português · | Classificação Equipas  |
| ----- | ----------------- | --------------------- | ------------------------ | ------------------------- | ---------------------- | ------------------ | ---------------------- |
| 1     | Marcel Kittel     | Marcel Kittel         | Kamil Gradek             | Sebastián Henao           | Marcel Kittel          | Tiago Machado      | Movistar Team          |
| 2     | Luis León Sánchez | Luis León Sánchez     | Luis León Sánchez        | Hector Sáez               | Luis León Sánchez      | Tiago Machado      | Caja Rural-Seguros RGA |
| 3     | Fabian Cancellara | Tony Martin           | Geraint Thomas           | Tiesj Benoot              | Marcel Kittel          | Tiago Machado      | Team Katusha           |
| 4     | Marcel Kittel     | Tony Martin           | Geraint Thomas           | Tiesj Benoot              | Marcel Kittel          | Tiago Machado      | Team Katusha           |
| 5     | Alberto Contador  | Geraint Thomas        | Alexandr Kolobnev        | Tiesj Benoot              | Marcel Kittel          | Amaro Antunes      | Team Katusha           |
| Final | Final             | Geraint Thomas        | Alexandr Kolobnev        | Tiesj Benoot              | Marcel Kittel          | Amaro Antunes      | Team Katusha           |